# Статковский, Болеслав Игнатьевич
Бернард-Болеслав Игнатьевич Косцеша-Статковский (пол. Bolesław Statkowski, груз. სტატკოვსკი; 20 мая 1825, деревня Хворосьна Пинского уезда Минской губернии— 22 февраля 1898, Ялта) — русский инженер и писатель, начальник Кавказского округа путей сообщения (1889—1898), тайный советник (1889). Председатель Кавказского отдела Императорского Русского технического общества. Учредитель Кавказского альпийского клуба при обществе любителей естествознания (1877). Председатель Комиссии по исследованию причин  происхождения Казбекского завала. Ввёл в научную терминологию термин сель.

## Биография
Родился в родовом имении, в польской дворянской семье Косцеша-Статковских.
Окончил Пинскую гимназию, затем — Институт корпуса инженеров путей сообщения в Петербурге (1847). По окончании института в чине поручика был направлен на Кавказ. В 1857 году стажировался в Европе — Швейцарии, Бельгии, Франции, побывал на строительстве тоннелей Мон-Сени и Бреннер в Альпах. Составил проект усовершенствования Военно-Грузинской дороги.
Председательствовал в 1864 и 1865 годах в комиссии по вопросам Казбекского завала, неоднократно нарушавшего движение по Военно-Грузинской дороге. В полемике с академиком Германом Абихом, крупным специалистом по геологическому строению Кавказа, уверявшим в 1861 году о скором новом обрушении Казбекского завала, не только разъяснил причины происхождения этих завалов, но и указал самые простые средства для их устранения. Публиковал результаты своих исследований: «Исследования причин происхождения периодического казбекского завала» (СПб.: тип. Имп. Акад. наук, 1866); «О причинах происхождения казбекского завала» (Тифлис: тип. Я. И. Либермана, ценз. 1887. — 64 с.). В своей статье «О дороге через хребет Кавказских гор» в 1877 году Б. И. Статковский писал: 

…Обращусь к описанию одного поразительного явления, нередко случающегося в горах, явления, которому никакие сооружения противостоять не могут, и которое на Кавказе принято называть: выносом или селью…
В монографии «Задачи климатологии Кавказа» (СПб., 1878; то же на франц. языке «Problèmes de la Climatologie de Caucase». — Париж, 1879) Статковский предлагал ряд мероприятий, направленных на улучшение и сохранение природы, учреждение многочисленных метеостанций для наблюдения за погодой и предупреждения возможных природных аномалий, а также указывал на необходимость просветительской работы среди местного населения.
Принимал участие в сооружении Закавказской железной дороги. В 1873 году он, впервые в России, провёл тахеометрическую съёмку и одновременно разработал подробные указания по трассированию железных дорог, подверженных снежным лавинам, обвалам и селевым потокам; в заседании Кавказского отделения Русского технического общества 7 апреля 1872 года он сделал доклад «Железная дорога через хребет Кавказских гор, для соединения Владикавказа с Тифлисом» (Тифлис: Тип. Главнонач. гражд. части на Кавказе, 1895); также составил «Пояснительную записку к проекту железной дороги чрез главный Кавказский хребет для соединения Ростово-Владикавказской железной дороги с Поти-Бакинскою дорогою» (Тифлис: тип. Меликова и К°, 1876. — 40 с.); напечатал работу «Кратчайшее соединение Закавказья с Россией железным путем» (Тифлис: тип. Меликова, 1878. — 54 с.).
С 1875 года — действительный статский советник. В 1889 году был произведён в тайные советники и назначен начальником Кавказского округа путей сообщения, занимая эту должность до своей смерти.
Во время пребывания во Франции издал брошюру «О наводнениях» (Париж, 1858, на французском языке), в которой утверждал, что все предпринимаемые владельцами прибрежных имений для ограждения их от наводнения меры, вредны, если они замедляют течение реки, а не способствуют скорейшей убыли воды.
Также им были опубликованы работы: «Микроскопические организмы и наблюдения над ними в Парижской обсерватория Монсури» (Тифлис, 1882); «Прекращение овражных выносов и возобновление лесов на горах» (Тифлис, 1895)]. Им был напечатан ряд статей в технических журналах.
Скончался в Ялте. Похоронен в Тифлисе на католическом кладбище в районе Сололаки.

## Память
На Земомлетском спуске на Военно-Грузинской дороге была установлена плита с указанием имени Б. Статковского — автора проекта спуска.